# Wesselburen
Wesselburen est une ville allemande de l'arrondissement de Dithmarse, dans le Land du Schleswig-Holstein.

## Histoire

### Bourgmestres
- 1899–1901 v. Borke
- 1901–1919 Dohrn
- 1919–1921 Block
- 1921–1932 Hauffe
- 1932–1937 Karl Herwig (sans légitimation démocratique)
- 1937–1945 Thöming (sans légitimation démocratique)
- 1945–1946 Dehn
- 1946–1948 Niebuhr
- 1948–1950 Schilicke
- 1950–1974 Wernecke
- 1974–1986 Peter Schuldt
- 1986–2010 Gerhard Fenske
- 2010–2012 Katrin Schulz (CDU)
- depuis 2012 Heinz-Werner Bruhs (CDU)

## Personnalités
- Friedrich Hebbel (1813-1863), poète et dramaturge né à Wesselburen.
- Christian Otto Mohr (1835–1918), ingénieur né à Wesselburen.
- Adolf Bartels (1862–1945), écrivain antisémite et historien de la littérature né à Wesselburen.
- Max Pauly (1907–1946),  dirigeant du camp de concentration de Neuengamme, né à Wesselburen.
- Jil Sander (*1943), créatrice de mode